# Gibson Marine Park
Gibson Marine Park är en park i Kanada.   Den ligger i Regional District of Alberni-Clayoquot och provinsen British Columbia, i den sydvästra delen av landet, 3 700 km väster om huvudstaden Ottawa. Gibson Marine Park ligger 25 meter över havet. Den ligger på ön Flores Island.
Terrängen runt Gibson Marine Park är kuperad norrut, men söderut är den platt. Havet är nära Gibson Marine Park åt sydost. Trakten är glest befolkad. Närmaste större samhälle är Tofino, 17,1 km sydost om Gibson Marine Park. 
I omgivningarna runt Gibson Marine Park växer i huvudsak barrskog.